# Phyllocladus aspleniifolius
Grand pin céleri
Espèce
Statut de conservation UICN

 LC  : Préoccupation mineure
Phyllocladus aspleniifolius, appelé communément grand pin céleri ou phylloclade à feuilles d'Asplenium, est un arbre à feuilles persistantes du genre Phyllocladus, famille des Podocarpaceae.

## Description
L'espèce forme des arbustes ou des arbres de 20 à rarement 30 mètres de haut. Dans les forêts, il forme des troncs sans nœuds jusqu'à une hauteur de 10 mètres et plus et un diamètre à hauteur de poitrine jusqu'à 50 centimètres et plus. L'écorce a jusqu'à 20 millimètres d'épaisseur et forme de larges lenticelles verruqueuses. L'écorce des arbres plus âgés est profondément frangée et écailleuse, brun foncé, gris foncé à noire sous l'influence des intempéries et se détache dans des écailles de petite taille ou moyenne. L'écorce interne est rouge ou rose près du bois et légèrement fibreuse. Les branches sont horizontales ou ascendantes et forment une couronne pyramidale étroite à large. Les branches feuillues sont généralement droites, rondes, robustes et lisses. Elles sont étalées avec un angle inférieur à 90°. Les jeunes pousses sont teintées de rougeâtre, puis vertes puis brun clair et se terminent par un petit bourgeon avec des écailles étirées, triangulaires ou aciculaires. Les feuilles réelles sont linéaires sur les semis, pointus, mesurent de 10 à 15 mm de long et environ 1 mm de large. Elles ont sur le fond une veine centrale et des stomates. Les feuilles des jeunes arbres ont une longueur de 1 à 3 mm, se développent en pente et se développent le long des jeunes pousses et sur les bords du cladode. Les phylloclades développent dans les aisselles de feuilles des écailles non entièrement développées, caduques, en forme d'aiguilles d'un ou deux à cinq anneaux sur de longues pousses. Elles sont généralement simples, aplaties des deux côtés, en forme de feuille, à partir de 1,5, généralement de 2,5 à 5 et rarement à 8 cm de long, avec un contour généralement de forme angulaire à rhombique. Elles ont un côté cranté ou légèrement lobé et convergent vers une base en forme de coin ou pédonculé. Les phylloclades sont souvent plumés dans les semis, sur les vieux arbres ils sont plus petits et moins nombreux. De la base à la pointe, il y a une artère centrale à partir de laquelle il y a peu ou beaucoup de veines latérales presque parallèles qui peuvent être légèrement courbées vers l'extérieur. Quelques phylloclades sortis sont brun rougeâtre ou rouille, plus tard vert clair ou légèrement rougeâtre vif, les phylloclades mûrs sont vert foncé brillant ou vert pâle et foncé en dessous. Au fond, de nombreux stomates sont disposés en lignes irrégulières,.

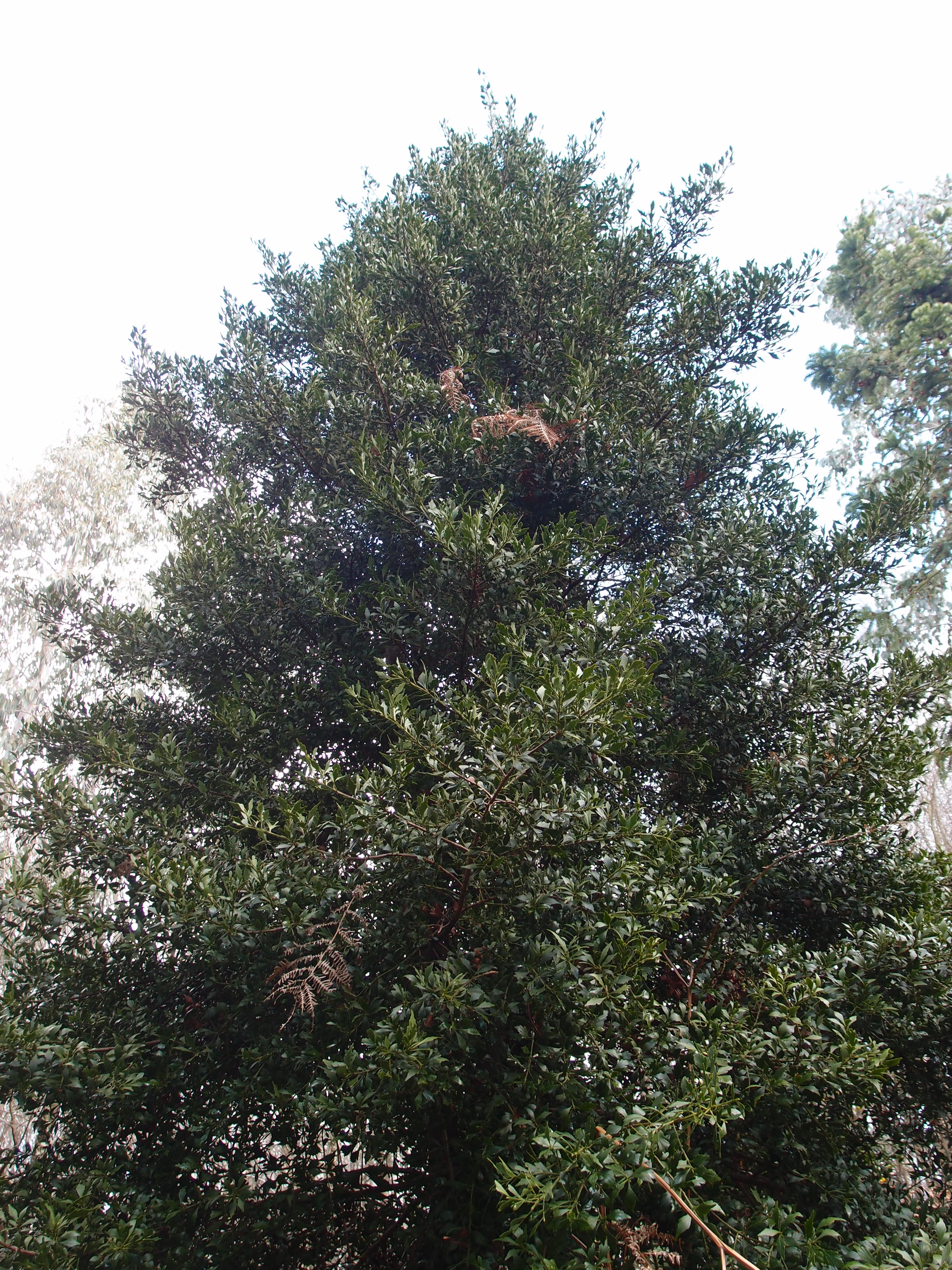
Phyllocladus aspleniifolius au jardin jungle

Phyllocladus aspleniifolius est généralement monoïque ou parfois dioïque. Les cônes de pollen se développent seuls ou jusqu'à cinq sur les branches qui ont émergé d'un bourgeon terminal. Ils poussent sur des tiges de 1 à 2 mm de long, sont cylindriques, de 5 à 8 mm de long et de 2 à 2,5 mm de diamètre, à l'état immature rose ou rougeâtre puis jaunâtre. À la base des cônes poussent une ou deux petites écailles de couverture. Les microsporophylles sont ovales à triangulaires et ont deux sacs de pollen ronds à la base. Les cônes de graines poussent seuls ou par paires, jusqu'à quatre dans les aisselles des écailles sous-développées sur le bord ou la base d'un cladode sous-développé ou sur des branches sans cladode. Chaque cône se compose de plusieurs écailles, dont deux à cinq sont fertiles et poussent ensemble jusqu'à une structure rouge ou pourpre, de 3 à 5 mm de long, qui gonfle plus tard et devient rose à rouge. Selon le cône, deux à cinq graines sont formées, une par feuille de couverture fertile, chacune couverte par un arille blanche aux deux tiers. La partie supérieure libre est d'un noir verdâtre à noir, d'environ 5 mm de long, semi-ovée (latéralement aplatie) et présente une crête latérale et une petite protubérance au sommet.
Phyllocladus aspleniifolius montre des anneaux annuels clairs, dont l'expression est fortement déterminée par les conditions climatiques. Comme l'espèce atteint l'âge de 900 ans, Phyllocladus aspleniifolius est utilisé pour étudier les conditions climatiques de la Tasmanie pendant de longues périodes.

## Distribution

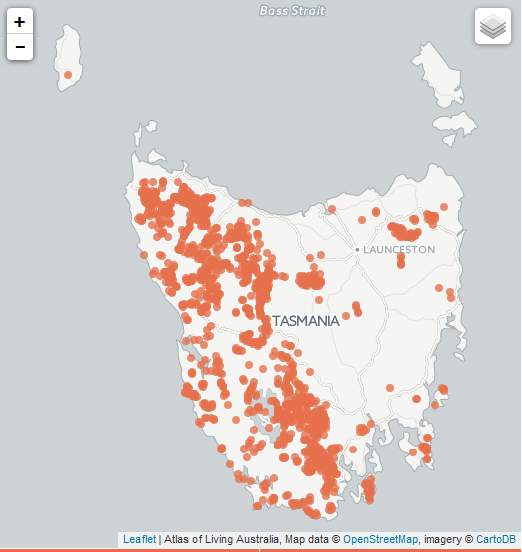
Distribution de Phyllocladus aspleniffolius en Tasmanie

L'aire de répartition naturelle de Phyllocladus aspleniifolius se trouve en Tasmanie et dans certaines îles au large. Les plus grandes populations se trouvent dans les hautes terres occidentales, mais l'espèce est également présente dans l'est de la Tasmanie. On le trouve rarement au nord-est de l'île. Les recherches sur le pollen déposé montrent que l'espèce était déjà largement répandue il y a 13 000 ans, juste après le retrait des glaciers en Tasmanie, et qu'elle continue de fluctuer jusqu'à ce jour.
Phyllocladus aspleniifolius pousse dans la forêt humide dans un climat tempéré et selon un étagement altitudinal, juste au-dessus du niveau de la mer, sur la côte ouest jusqu'à 1 200 mètres dans les hautes terres centrales. La zone de répartition est affectée à la zone de rusticité 9 avec des températures minimales annuelles moyennes comprises entre -6,6 et −1,2 °C. Les plus gros arbres se trouvent dans des forêts mixtes à basse altitude avec diverses espèces d'eucalyptus. À des altitudes plus élevées, au-dessus de 700 à 800 m, Phyllocladus aspleniifolius pousse ensemble dans une forêt claire avec Eucalyptus coccifera, Nothofagus cunninghamii, Nothofagus gunnii, Richea pandanifolia, Richea scoparia, Athrotaxis cupressoides, Athrotaxis selaginoides, Athrotaxis laxifolia et différentes espèces d'arbustes. On peut aussi le trouver en compagnie de Orites acicularis, Orites revoluta, Tasmannia lanceolata, Podocarpus lawrencei, Diselma archeri, Pherosphaera hookeriana, Nothofagus gunnii et des espèces du genre Olearia ainsi que des arbustes ressemblant à des bruyères et des herbes alpines. Le sol est acide, bien drainé et formé de dolérite, de granit et de quartzite. Les habitats typiques sont des substrats rocheux avec seulement une mince couche de terre ou des pentes d'éboulis. Les précipitations sont suffisantes tout au long de l'année et il n'y a pas de sécheresse.

## Utilisation
Phyllocladus aspleniifolius se développe comme un arbre de taille moyenne jusqu'à des altitudes moyennes et arbustif jusqu'à la ligne des arbres. Le bois des grands arbres est dense, brun pâle et ressemble à celui des ifs. Il est utilisé comme bois de construction, pour des planchers, des mâts de navires, des traverses de chemin de fer et des meubles. L'espèce est rarement cultivée et on la trouve rarement en dehors des jardins botaniques et des arboretums.

## Source de la traduction
- (de) Cet article est partiellement ou en totalité issu de l’article de Wikipédia en allemand intitulé « Tasmanische Blatteibe » (voir la liste des auteurs).